# Línea I (subte de Buenos Aires)
La línea I es una de las líneas proyectadas del subte de Buenos Aires. Uniría el Parque Chacabuco en el barrio homónimo, con el límite entre los barrios de Belgrano y Núñez. Su extensión en su primera etapa entre Parque Chacabuco y Plaza Italia sería de 6,6 km, y contaría con diez estaciones.
En 2013, Subterráneos de Buenos Aires evaluó no construir la línea aduciendo la baja demanda que atendería el corredor, surgiendo la propuesta de que sea reemplazada por un metrobús. Sin embargo, la empresa no ha presentado ningún estudio que avale sus dichos sobre este tema.

## Recorrido
El proyecto aún no se ha ejecutado y las estaciones que lo compondrían, como el recorrido, todavía podrían modificarse. En una segunda etapa la línea se extendería al límite entre los barrios de Belgrano y Núñez. La línea circularía debajo de las avenidas Del Barco Centenera, su continuación, Rojas, Honorio Pueyrredón, Scalabrini Ortiz, Santa Fe, Luis María Campos, y Monroe.
- Parque Chacabuco (combinación con la línea E)
- Pedro Goyena
- Primera Junta (combinación con la línea A y la línea Sarmiento)
- Aranguren
- Cid Campeador (combinación con la futura línea G)
- Warnes
- Vera (combinación con  la línea B)
- Niceto Vega
- Costa Rica
- Serrano (combinación con la línea D y la futura línea F)

Segunda etapa:
- Palermo (combinación con línea D y la línea San Martín)
- Arévalo
- Gorostiaga
- Virrey del Pino
- Barrancas de Belgrano (combinación con la línea Mitre)
- Avenida del Libertador
- Figueroa Alcorta
- Ciudad Universitaria (combinación con la línea Belgrano Norte)